# 岡部まり
岡部 まり（おかべ まり、1960年（昭和35年）1月22日 - ）は、日本のタレント・エッセイスト・政治活動家。本名：酒井 芳枝（さかい よしえ）。
長崎県出身。グランディア所属。

## 略歴
長崎県南高来郡加津佐町（現在の南島原市）出身。県立口加高校を経て、福岡女学院短期大学英語科卒業。
テレビ、ラジオ、イベントのパーソナリティー、インタビュー、司会、コーディネーターの他、講演、女優業、執筆業など活動の場を広げる。中でも外国映画についての造詣が深く、映画に関するエッセー集のほかに、女性の視線で感じるエッセー集などを出版。近年では、エンタテインメント以外にも「暮らし」に関する企画のイベントや執筆にも積極的に参加している。朝日放送（現：朝日放送テレビ）制作で全国ネット番組の『探偵!ナイトスクープ』の秘書役を21年間務めた。

## 出演

### テレビ
- ジパング通信
- 丸井サウンドロフト（フジテレビ） - VJ（当時は「岡部マリ」名義）[1]
- ミッドナイト・アート・シアター（フジテレビ）進行役
- 月曜ドラマランド「噂の刑事トミーとマツ」（1986年、フジテレビ）
- VIDEO MAGAZINE（1987年頃、フジテレビ）
- Ryu's Bar 気ままにいい夜（毎日放送）
- オイシーのが好き!（ドラマ、TBS）- 谷麻子 役
- なっとくデータマップ（フジテレビ）司会
- ザッツ!好奇心（よみうりテレビ）　司会
- 優雅なエゴイズム（TBS）
- 探偵!ナイトスクープ（朝日放送） - 2代目秘書（1989年7月1日 - 2010年4月9日、他）[4]
- フォークソング大全集（NHK） - 司会（BS2で放送）
- EXテレビ OSAKA（読売テレビ）
- だから映画が楽しい私（朝日放送）
- 岡部まりの"わからんまち"体験（旅チャンネル）

### ラジオ
- FM東京 ：「出光エナジー・ボックス〜マイ・ベスト・セレクション〜」(1985)[1]
- FM福岡 : 「岡部まりの飾らない風景」(1993)
- KISS-FM ：「NICOS CINEMA CLUB」(1997)
- ラジオ大阪（OBC）: ニューストゥナイトいいおとな「まりカフェ」(2011~2018)

### 映画・舞台
- 映画 ：「!［ai-ou］（1991年）
- 朗読劇 ：「ラヴ・レターズ」共演 PARCO劇場 (1998)
- 舞台 ：「忠臣蔵」 大石りく役 松竹座四月公演 (2000)
- 舞台 ：「忠臣蔵」 大石りく役 南座六月公演 (1999)

### CM
- ライオン スマイルL
- 日立マクセル フロッピーディスク（ピーター・バラカンと共演）
- 日本ペイント
- スコッチ ビデオテープ　（1984年）

### 広告モデル
- 黒崎そごう 折込広告

### 審査員・アドバイザー
- 読売映画・演劇広告賞 審査員 (1991 - 1998年)
- シネスイッチ銀座 アドバイザリースタッフ (1987 - 1988年)
- 最優秀外国映画輸入配給協会 審査員 (1989 - 1991年)

## 著書
- 『お氣に召すまま』世界文化社 1989年 のち角川文庫
- 『片想いにさようなら』講談社 1992年2月 のち文庫
- 『親愛なる…』世界文化社 1991年1月 のち角川文庫
- 『愛し方が知りたくて』講談社 1994年1月
- 『女ごころを知りたい貴方へ』講談社 1996年4月
- 『だから、一人が楽しい私』講談社 1997年10月
- 『Media de MARI － 岡部まりの世界』プラネットジアース 2008年1月 ISBN 489340069X
- 『Media de MARI － 岡部まりの世界〈2〉』プラネットジアース 2009年11月 ISBN 4893400967
- 『岡部まりシンプルライフ』産経新聞出版　2012年1月

### 共著
- 『二人よがりの恋愛論』（北野誠共著） 講談社 1998年4月
- 『失敗しないための恋愛ナビゲーション』（北野誠共著）プラザ 1999年4月
- 『Kissing「キス・キス・キス」』（片岡義男共著）扶桑社 1996年